# Буховецкий, Дмитрий Савельевич
Дмитрий Савельевич Буховецкий (1885, Белая Церковь, Киевская губерния, Российская империя — 1932, Лос-Анджелес, Калифорния, США) — режиссёр, сценарист и актёр, один из ведущих европейских режиссёров, снимавших масштабные исторические экранизации. Русский эмигрант первой волны.

## Биография
Родился в семье оперного певца Савелия Григорьевича Буховецкого и Розы Яковлевны Буховецкой. Изучал политологию.
В начале своей кинематографической карьеры, пробовал силы в режиссуре. С конца 1917 года начал сниматься в кино в картинах «Товарищества И. Ермольева», которое после революции перенесло производство в Крым. На базе киностудии Ермольева в Ялте снялся в 9 фильмах. В 1918 г. сыграл в фильме Я. Протазанова «Богатырь духа». В 1919 г. сыграл главную роль в фильме «Товарищ Абрам».
После издания декрета Ленина о национализации кинематографа в августе 1919 г. Д. Буховецкий эмигрировал сначала в Польшу, где снимался в главных ролях в двух фильмах режиссёра Евгениуша Модзелевского. В том же году переехал в Германию, где как режиссер снял свою первую немецкую картину «Анита Джо».
Благодаря особому художественному чутью Д. Буховецкому удалось в короткий срок не только освоиться в западном кинематографе, но и, став профессионалом высокого класса, войти в число наиболее плодовитых режиссёров Германии — самой крупной кинодержавы того времени. За 4,5 года Буховецкий снял 10 фильмов в Германии и один — на киностудии Швеции — «Карусель жизни» («Das Karussell des Lebens», 1923). Его ленты не только пользовались неизменным зрительским успехом, но и создавали мастеру определенный авторитет в кинематографических кругах.
Дмитрий Буховецкий, выбрав для себя жанр исторической экранизации, осуществил ряд масштабных постановок: «Братья Карамазовы» и «Дантон» (1921), «Отелло» и «Пётр Великий» (1922) с лучшими актерами того времени Эмилем Яннингсом и Вернером Краусом.
После успеха фильма «Сапфо» с Полой Негри в главной роли, Буховецкий вместе с ней и Эрнстом Любичем в 1924 году по приглашению кинокомпании «Paramount» отправился в США. С Полой Негри в Америке Буховецкий снял три картины — «Мужчины» (1924), «Лилия из праха» (1924) и «Корона лжи» (1926). Кассовый успех этих фильмов принес ему контракт сначала со студией Universal Pictures, а с ноября 1926 года — и Metro-Goldwyn-Mayer (MGM). В 1927 году MGM пригласила его снять фильм «Любовь» с Гретой Гарбо в главной роли. Однако продюсер картины Ирвинг Тальберг был недоволен работой режиссера и вскоре заменил его на Эдмонда Гулдинга.
Оставшись без работы, Буховецкий вернулся в Европу, где снял ещё семь фильмов в Германии, Франции и Великобритании. В 1932 году вернулся в Лос-Анджелес, где внезапно умер.

## Фильмография
Всего снял 27 фильмов. Писал сценарии для многих своих лент или был соавтором сюжета.
- Анита Джо / Anita Jo (1919)
- Последний час / The Last Hour (Германия, 1921)
- Эксперимент профессора Митрани / The Experiment of Professor Mithrany (Германия, 1921)
- Просёлочные дороги и большой город / Country Roads and the Big City (Германия, 1921)
- Симфония смерти / Symphony of Death (Германия, 1921)
- Дантон / Danton (Германия, 1921)
- Сапфо/ Sappho (Германия, 1921)
- Братья Карамазовы / The Brothers Karamazov (Германия, 1921)
- Пётр Великий /8 Peter der Große (Германия, 1922)
- Отелло / Othello (Германия, 1922)
- Порок азартных игр / The Vice of Gambling (Германия, 1923)
- Карусель жизни / Das Karussell des Lebens (Швеция, 1923)[6]
- Графиня Парижская / The Countess of Paris (1923)
- Мужчины / Men (1924)
- Лилия из праха/ Lily of the Dust (1924)
- Лебедь / The Swan (1925)
- Граустарк / Graustark (1925)
- Валенсия / Valencia (1926)
- Полуночное солнце / The Midnight Sun (1926)
- Корона лжи / The Crown of Lies (1926)
- Обвинительный акт / The Indictment (1931)
- Добродетельный грех / The Virtuous Sin (1931)
- Женщина в джунглях / Woman in the Jungle (1931)
- De Sensatie van de Toekomst (1931)
- Современная магия / Magie moderne (1931)
- Стамбул /Stamboul (Великобритания, 1932)